# Hydnophytum myrtifolium
Hydnophytum myrtifolium är en måreväxtart som beskrevs av Elmer Drew Merrill och Lily May Perry. Hydnophytum myrtifolium ingår i släktet Hydnophytum och familjen måreväxter.
Artens utbredningsområde är Papua Nya Guinea. Inga underarter finns listade i Catalogue of Life.